# Gustav von Senden-Bibran
Gustav Freiherr (Barón) von Senden-Bibran (23 de julio de 1847, Reisicht, Baja Silesia, Alemania - 23 de noviembre de 1909 en Berlín) fue una almirante de la Marina Imperial Alemana. Su padre fue un terrateniente silesio quien sirvió en la Caballería austrohúngara. Él ingresó en la Marina Prusiana a la edad de 15 años, nunca se casó, y dedicó su vida a construir una Marina Alemana fuerte.

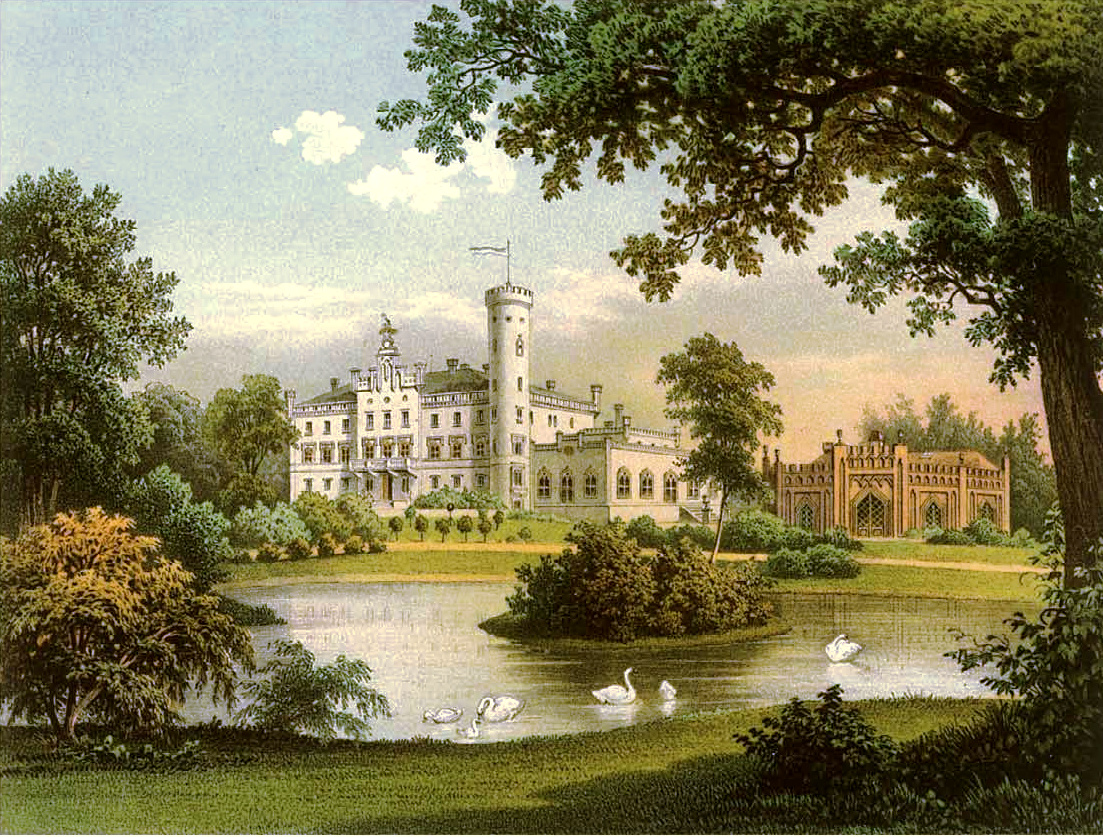
Castillo de Reisicht, hogar familiar de Senden-Bibran (colección de Alexander Duncker).

Después de su servicio en la guerra franco-prusiana, entre 1871 y 1874 Senden-Bibran asistió al Colegio de Guerra Naval, la Marineakademie, junto con el futuro almirante y colega Otto von Diederichs.
Senden-Bibran fue destinado a China, Japón y el Pacífico Sur, el Mediterráneo y Constantinopla. Después de un crucero alrededor del mundo (1881-83) se le dieron comandamientos más importantes en casa.
Se convirtió en Adjunto Naval del Kaiser Guillermo II en 1888, y en 1889 Jefe del Gabinete Naval Imperial Alemán. En ambos puestos fue muy valioso por su habilidad de explicar asuntos técnicos en una manera de que el Kaiser pudiera entenderlos. En 1892 se convirtió en Contralmirante y en 1899, finalmente, Vicealmirante.
Senden-Bibran a menudo entró en fuerte conflicto con líderes civiles y militares sobre sus planes de construcción naval, pero a menudo consiguió sus objetivos con el apoyo del Káiser Guillermo II, quien "no tenía  nada más en la cabeza que la marina". No ocultó su objetivo de construir una marina que arrebatara el poder político y económico a los británicos. Fue acusado de tener "delirios de grandeza" y poco conocimiento de las realidades de la política mundial y el poder. Su periodo de mayor influencia fue en 1890, menguando después del triunfo de Tirpitz. Era algo así como una "eminencia gris naval" del Káiser, con quien tenía una cita todos los martes por la mañana, tanto en Berlín como en Potsdam.
Su poder decayó después del nombramiento del Almirante Tirpitz a la Oficina Imperial Naval en 1897, en parte porque apoyó el lado perdedor pro-cruceros en el debate en el seno del gobierno (y para oído del Káiser) sobre si Alemania debía construir una flota de cruceros o de grandes acorazados.
En la controversia sobre dónde Alemania debía situar una base en el Lejano Oriente, Senden-Bibran prefirió Chusan, una isla en la boca de la bahía de Hangzhou.
Se retiró del Gabinete Naval en 1906 en favor de Georg Alexander von Müller.
En 1903 fue nombrado Almirante en pleno y Adjunto General del Káiser. Murió en 1909.

## Honores
Órdenes y condecoraciones alemanas
- Prusia:
  - Comandante de Honor de la Orden de San Juan
  - Caballero del Águila Negra, con Collar
  - Gran Cruz del Águila Roja, con Hojas de Roble, Espadas y Corona
  - Caballero de la Corona Prusiana, 1.ª Clase
  - Estrella de Comandante de la Real Orden de Hohenzollern
  - Cruz al Servicio
- Gran Ducado de Baden: Comandante del León de Zähringer, 1.ª Clase con Estrella, 1895[8]
- Reino de Baviera: Gran Comandante de la Orden del Mérito Militar
- Gran Ducado de Hesse: Gran Cruz de Felipe de Magnánimo, con Corona
- Lippe: Cruz de Honor dela Orden de la Casa de Lippe, 1.ª Clase
- Mecklemburgo:
  - Gran Cruz de la Corona Wéndica, con Corona Dorada
  - Gran Cruz del Grifón
- Gran Ducado de Oldemburgo: Gran Cruz de la Orden del Duque Pedro Federico Luis, con Corona Dorada
- Sajonia-Weimar-Eisenach: Gran Cruz del Halcón Blanco
- Reino de Sajonia: Gran Cruz de la Orden de Alberto
- Reino de Wurtemberg:
  - Comandante de la Corona de Wurtemberg Crown, 1892[9]
  - Gran Cruz de la Orden de Federico

Órdenes y condecoraciones extranjeras
- Imperio austrohúngaro:[10]
  - Comandante de la Orden imperial de Leopoldo, 1889
  - Gran Cruz de la Orden imperial de Francisco José, 1895
  - Caballero de la Corona de Hierro, 1.ª Clase, 1900
- Bélgica: Gran Oficial de la Orden de Leopoldo
- Dinamarca: Gran Cruz de Dannebrog, 3 de abril de 1903[11]
- Imperio Francés: Gran Oficial de la Legión de Honor
- Grecia Reino de Grecia: Gran Cruz del Redentor
- Reino de Italia:
  - Gran Cruz de los Santos Mauricio y Lázaro
  - Gran Cruz de la Corona de Italia
- Imperio del Japón: Orden del Sol Naciente, 3.ª Clase
- Países Bajos: Comandante del León Neerlandés
- Noruega: Comandante de San Olaf, 1.ª Clase
- Imperio otomano:
  - Orden de Osmanieh, 2.ª Clase
  - Orden del Medjidie, 1.ª Clase
  - Medalla Imtiyaz en Oro y Plata
- Portugal: Gran Cruz de la Orden Militar de Cristo
- Reino de Rumania: Comandante de la Estrella de Rumania
- Imperio ruso: Caballero del Águila Blanca
- España: Gran Cruz del Mérito Naval
- Suecia: Comandante Gran Cruz de la Espada, 1895[12]
- Reino Unido: Gran Cruz Honorario de la Real Orden Victoriana, 23 de noviembre de 1899